# Phormictopus ribeiroi
Phormictopus ribeiroi é uma espécie de aranha pertencente à família Theraphosidae (tarântulas).